# Ненад Масловар
Ненад Масловар (Котор, 20. фебруар 1967) бивши је југословенски фудбалер.

## Каријера
Током каријере играо је за Спартак Суботицу, Вележ Мостар, Црвену звезду и многе друге клубове.

## Репрезентација
За репрезентацију Југославије дебитовао је 1997. године. За национални тим одиграо је 3 утакмице.

## Статистика
| Југославија | Југославија | Југославија |
| Год.        | Ута.        | Гол.        |
| ----------- | ----------- | ----------- |
| 1997        | 3           | 0           |
| Укупно      | 3           | 0           |